# Familjen Addams (musikal)
Familjen Addams (eng: The Addams Family) är en amerikansk musikal från 2010, med manus av Marshall Brickman och Rick Elice samt med musik och sångtexter av Andrew Lippa. 
Musikalen är baserad på Charles Addams tecknade serie från 1930-talet om en rysansvärd familj med förkänsla för det makabra. Denna serie fick senare internationell spridning i form av tv-serie och filmer med samma titel. Musikalens urpremiär ägde rum i New York 8 april 2010, med Nathan Lane och Bebe Neuwirth i huvudrollerna som Gomez och Morticia Addams.

## Svenska uppsättningar
Europapremiären ägde rum på Östgötateatern i Norrköping 29 september 2012 med fortsättning våren 2013 i Linköping. Regissör var Mattias Carlsson och Jesper Nikolajeff stod för cirkusregin. Scenografi och kostym skapades av Magnus Möllerstedt och koreografi av Mattias Carlsson och Cynthia Kai. Kapellmästare var Johan Siberg.
År 2013 gjordes också en annan uppsättning på Lorensbergsteatern i Göteborg med fortsättning på Galateatern i Malmö i regi av Anders Aldgård hösten 2014.
Highlight Productions gjorde en ungdomlig friluftsproduktion med främst amatörer på Växjö Teater sommaren 2016. Sommaren 2017 gjordes en annan amatöruppsättning på Kolhusteatern i Hälleforsnäs i regi av Jesper Bengtsson.
Under hösten 2024 gjordes en uppsättning på Ydre Kulturcentrum i Östergötland. Regissör och koreograf var Emilia Martinsson. Musikansvarig var David Kronström och kapellmästare var Johannes Bolmvall

### Roller
| Roll            | Broadway 2010    | Östgötateatern 2012             | Lorensbergsteatern/Galateatern 2013 | Växjö Teater 2016         | Ydre Kulturcentrum 2024          |
| --------------- | ---------------- | ------------------------------- | ----------------------------------- | ------------------------- | -------------------------------- |
| Morticia Addams | Bebe Neuwirth    | Petra Nielsen                   | Petra Nielsen                       | Caroline Gustafsson       | Katrin Kernell                   |
| Gomez Addams    | Nathan Lane      | Christian Zell                  | Claes Malmberg                      | Hani Arrabi               | Simon Karlsson                   |
| Wednesday       | Krysta Rodriguez | Jenny Holmgren                  | Karolina Engelbrektsson             | Sesselja Mist Ólafsdóttir | My Bragde Öhman / Ebba Bergman   |
| Pugsley         | Adam Riegler     | Fabian Nikolajeff/Kalle Jansson |                                     | Emma Heinrich             | Otis Kernell / Ivar Lindström    |
| Onkel Fester    | Kevin Chamberlin | Jesper Barkselius               | Lasse Kronér                        | Walfrid Lindsgård         | Lars-Magnus (Lasso) Jonson       |
| Gammelmor       | Jackie Hoffman   | Gunnel Samuelsson               | Sofie Lindberg                      | Julia Atterheim           | Eva Godrén                       |
| Lurch           | Zachary James    | Jan Unestam                     | Stefan Ljungqvist                   | Gustav Magnusson          | Steve Nyström                    |
| Alice Beineke   | Carolee Carmello | Carina Söderman                 | Jessica Zandén/Anki Albrektsson     | Emelia Sallhag            | Kristina Ruhnström               |
| Mal Beineke     | Terrence Mann    | Sven Angleflod                  | Mikael Riesebeck                    | Eric Jonsson              | Nicholas Lindström               |
| Lucas Beineke   | Wesley Taylor    | Linus Henriksson                |                                     | Elias Wallin              | Buster Helleday / Elis Lindström |